# Cancer Immunology, Immunotherapy
Cancer Immunology, Immunotherapy è una rivista medica mensile di immunologia e oncologia, ad accesso aperto ibrido, sottoposta a revisione paritaria e pubblicata dalla Springer Science+Business Media.
Secondo il Journal Citation Reports, la rivista ha ricevuto un fattore di impatto per il 2020 pari a 6.968. Al 2024, il fattore di impatto è 4.8.

## Articoli notevoli
- Vánky F, Klein E, Willems J, etal, Lysis of autologous tumor cells by blood lymphocytes tested at the time of surgery. Correlation with the postsurgical clinical course, in Cancer Immunology, Immunotherapy, vol. 21, n. 1, 1986,  pp. 69–76, DOI:10.1007/BF00199380, PMID 3455878.
- Gilberto Filaci, Daniela Fenoglio e Franco Nolè, Telomerase-based GX301 cancer vaccine in patients with metastatic castration-resistant prostate cancer: a randomized phase II trial, in Cancer Immunology, Immunotherapy: CII, vol. 70, n. 12, 2021-12,  pp. 3679–3692, DOI:10.1007/s00262-021-03024-0. URL consultato il 26 novembre 2021. (carcinoma della prostata)
- C. Maletzki, M. Linnebacher e R. Savai, Mistletoe lectin has a shiga toxin-like structure and should be combined with other Toll-like receptor ligands in cancer therapy (PDF), in Cancer Immunology, Immunotherapy, vol. 62, n. 8, 2013,  pp. 1283–92, DOI:10.1007/s00262-013-1455-1, PMID 23832140. URL consultato il 23 febbraio 2020 (archiviato dall'url originale il 23 giugno 2016). (remissione spontanea)
- George C. Prendergast, Courtney Smith e Sunil Thomas, Indoleamine 2,3-dioxygenase pathways of pathogenic inflammation and immune escape in cancer, in Cancer Immunology, Immunotherapy: CII, vol. 63, n. 7, luglio 2014,  pp. 721–735, DOI:10.1007/s00262-014-1549-4. URL consultato il 29 gennaio 2018. (checkpoint immunitario)
- (EN) John J. L. Jacobs, Derek Sparendam e Willem Den Otter, Local interleukin 2 therapy is most effective against cancer when injected intratumourally, in Cancer Immunology, Immunotherapy, vol. 54, n. 7, 1º luglio 2005,  pp. 647–654, DOI:10.1007/s00262-004-0627-4. URL consultato il 2 aprile 2020. (interleuchina 2)